# Trung đoàn Radwan
Trung đoàn al-Hajj Radwan (tiếng Ả Rập: فوج الحاج رضوان, đã Latinh hoá: Fawj al-Ḥajj Raḍwān, còn gọi là Lực lượng Redwan hoặc Ridwan), có tên hiệu là Đơn vị 125, là một đơn vị biệt kích của Hezbollah, Liban. Đơn vị này được thành lập chính thức vào năm 2008 nhưng tiền thân của đơn vị này là các chiến sĩ được Hezbollah huấn luyện đặc biệt từ thập niên 1990 để thực hiện nhiệm vụ đột kích quy mô nhỏ các đơn vị quân đội Israel, cũng như trinh sát, ám sát, thâm nhập. Radwan đã hoạt động tích cực trong Xung đột biên giới Israel - Liban (2023 - nay) - một nỗ lực của Hezbollah nhằm chia lửa với Hamas trong Chiến tranh Israel - Hamas 2023 - 2024
Radwan cũng được Hezbollah phái sang Syria hỗ trợ chính quyền al-Assad và tham gia các chiến dịch lớn như Cuốc tấn công Al-Qusayr nhằm vào các lực lượng Mặt trận Giải phóng Islam giáo Syria (SILF) và Mặt trận Al-Nusra (năm 2017), Cuộc tấn công Qalamoun nhằm vào các lực lượng Tahrir al-Sham và ISIS (năm 2017) đều ở khu vực biên giới Syria - Liban, đối kháng với quân đội Thổ Nhĩ Kỳ trong Chiến dịch Lá chắn Mùa xuân (năm 2020) ở phía Bắc Syria. Theo nhà nghiên cứu Israel Dima Adamsky, hợp tác với quân chính quy tiên tiến ở Syria giúp Redwan chuyển đổi từ một lực lượng mang tính du kích thành một đơn vị đặc công chính quy thiện chiến, có khả năng gây ảnh hưởng chiến thuật và chiến lược quan trọng trong chiến tranh với Israel. Đến năm 2023, quy mô của đơn vị này vào khoảng 2500 người. Radwan được chia thành nhiều phân đội, mỗi phân đội chừng dưới mười chiến đấu viên và trú phân tán vào các làng Shia ở Liban.